# Predejane
Predejane (cyr. Предејане) – miasteczko w Serbii, w okręgu jablanickim, w mieście Leskovac. W 2011 roku liczyło 405 mieszkańców.